# Microrape
Microrape is een geslacht van vlinders van de familie Megalopygidae.

## Soorten
- M. camela Hopp, 1927
- M. cristata Hopp, 1927
- M. filata Hopp, 1927
- M. gnathata Hopp, 1927
- M. hippopotama Hopp, 1927
- M. jasminatus (Dognin, 1893)
- M. minuta (Druce, 1886)
- M. nivea (Hopp, 1922)
- M. santiago (Hopp, 1922)
- M. shilluca Schaus, 1929
- M. signata Hopp, 1930
- M. simplex Hopp, 1927